# كولمر (أورن)
كولمر هي بلدية في أورن في شمال غرب فرنسا.